# لانگه‌ویده
لانگه‌ویده (به هلندی: Langeweide) یک منطقهٔ مسکونی در هلند است که در بوده‌خرافن-ریوویک واقع شده‌است. لانگه‌ویده ۱۰۰ نفر جمعیت دارد.